# 米奥奈
米奥奈（法語：Mionnay，法語發音：[mjɔnɛ]）是法国安省的一个市镇，位于该省西南部，属于布雷斯地区布尔格区。

## 地理
米奥奈（45°53'42"N, 4°55'47"E）面积19.62 平方千米，位于法国奥弗涅-罗讷-阿尔卑斯大区安省，该省份为法国东部省份，北起汝拉省，西北接索恩-卢瓦尔省，西接罗讷省和里昂大都会，南至伊泽尔省，东与萨瓦省、上萨瓦省和瑞士接壤。
与米奥奈接壤的市镇（或旧市镇、城区）包括：锡夫里约、米里贝勒、蒙吕埃勒、圣安德烈德科尔西、特拉穆瓦、卡尤叙方丹、蒙塔奈。
米奥奈的时区为UTC+01:00、UTC+02:00（夏令时）。

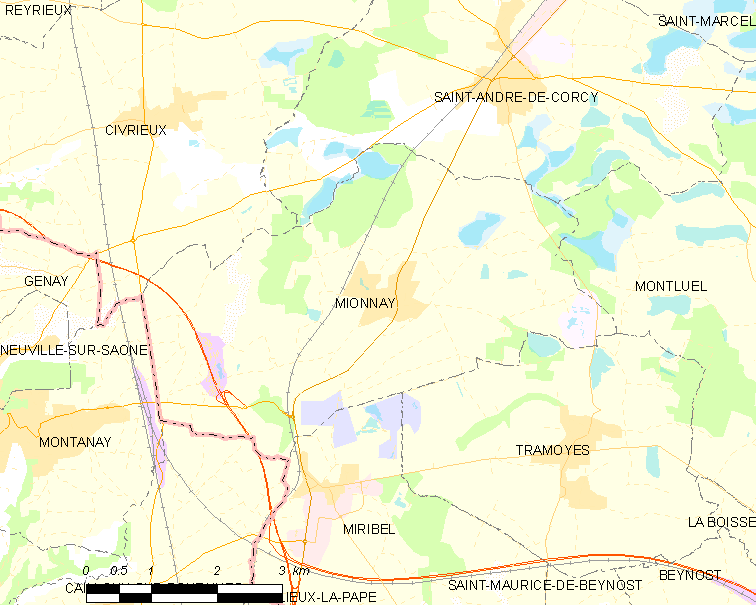
米奥奈的OSM定位图

## 行政
米奥奈的邮政编码为01390，INSEE市镇编码为01248。

## 政治
米奥奈所属的省级选区为维拉尔莱栋布县。

## 人口

1962-2008年间米奥奈人口变化图示

米奥奈于2022年1月1日时的人口数量为2309人。